# Jacoba van den Brande
Jacoba van den Brande (Middelburg, 4 juli 1735 - Middelburg, 14 augustus 1794) was een Nederlandse cultuurpersoonlijkheid. Ze was de oprichtster van het Natuurkundig Genootschap der Dames te Middelburg.

## Leven en carrière
Jacoba van den Brande werd geboren op 4 juli 1735 in Middelburg, Nederland. Ze was de dochter van Johan Pieter van den Brande (1707-1758) en Mary Heron Berg (1707-1775), beiden afkomstig uit vooraanstaande Zeeuwse families.
Van den Brande trouwde in 1760 met Johan Adriaen van de Perre (1738-1790), lid van de Staten-Generaal tussen 1768 en 1779. Haar echtgenoot was een weldoener aan tal van academies en verenigingen, en ook Jacoba werd als dusdanig bekend. Ze was de oprichter en eerste voorzitster van het Natuurkundig Genootschap der Dames te Middelburg in 1785, de eerste volledig vrouwelijke wetenschappelijke academie ter wereld.
Van den Brande overleed op 14 augustus 1794, op 59-jarige leeftijd in Middelburg.